# Operación Plumbbob
La Operación Plumbbob fue una serie de pruebas nucleares realizadas entre el 28 de mayo y el 7 de octubre de 1957, en el sitio de pruebas de Nevada, después del Proyecto 57, y previo al  Proyecto 58.

## Contexto
La operación consistió en 29 explosiones, de las cuales solo dos no produjeron ningún rendimiento de armas nucleares. Participaron 21 laboratorios y agencias gubernamentales. Si bien la mayoría de las pruebas de la "Operación Plumbbob" contribuyeron al desarrollo de ojivas para lanzamientos intercontinentales y de alcance intermedios, también probaron defensa aérea y antisubmarinas; con ojivas de menor rendimiento. Incluyeron cuarenta y tres pruebas de efectos militares en estructuras civiles y militares, radiación y estudios biomédicos, y pruebas estructurales de aeronaves. La "Operación Plumbbob" tuvo las pruebas de torre más altas hasta la fecha, así como también pruebas de globo a gran altitud. Además, implicó la maniobra de tropas más grande jamás asociada con las pruebas nucleares de los Estados Unidos.
Aproximadamente 18.000 miembros de la Fuerza Aérea, Ejército, Marina y Marines participaron en los ejercicios Desert Rock VII y Desert Rock VIII durante la "Operación Plumbbob". Los militares estaban interesados en saber cómo el soldado de infantería promedio resistiría, física y psicológicamente, los rigores del campo de la batalla nuclear táctica.
Casi 1.200 cerdos fueron sometidos a experimentos biomédicos y estudios de efectos de explosión. En la toma "Priscilla" (37 kt), se utilizaron 719 cerdos en varios experimentos en Frenchman Flat. Algunos cerdos fueron colocados en jaulas elevadas y provistos de trajes hechos de diferentes materiales, para probar qué materiales brindaban la mejor protección contra la radiación térmica. Como se muestra y se informa en el documental de PBS "Círculo oscuro", los cerdos sobrevivieron, pero con quemaduras de tercer grado en el 80% de sus cuerpos. Otros cerdos fueron colocados en corrales detrás de grandes láminas de vidrio a distancias medidas del hipocentro para probar los efectos de los escombros voladores en los objetivos vivos. 
Además, se realizaron estudios de contaminación radiactiva y lluvia radiactiva de una detonación accidental simulada de un arma; y se llevaron a cabo proyectos relacionados con el movimiento de la tierra, la carga explosiva y la producción de neutrones.
Se llevaron a cabo experimentos de seguridad de armas nucleares para estudiar la posibilidad de una detonación de armas nucleares durante un accidente. El 26 de julio de 1957, un experimento de seguridad, "Pascal-A", fue detonado en un agujero sin tallar en NTS, convirtiéndose en la primera prueba nuclear de eje subterráneo. El conocimiento adquirido aquí proporcionaría datos para prevenir los rendimientos nucleares en caso de detonaciones accidentales, por ejemplo, en un  Accidente de avión.
El disparo de "John" el 19 de julio de 1957 fue la única prueba del misil AIR-2 Genie de la Fuerza Aérea con una ojiva nuclear. Fue disparado desde un caza  F-89J Scorpion sobre Yucca Flats en el NNSS. En tierra, la Fuerza Aérea llevó a cabo un evento de relaciones públicas al tener cinco oficiales de la Fuerza Aérea y un camara parados bajo la zona cero de la explosión, que tuvo lugar entre los 18.500 y los 20.000 pies de altitud, con la idea de demostrar la posibilidad de 
uso del arma sobre poblaciones civiles sin efectos nocivos. Los cinco oficiales fueron: el coronel Sidney C. Bruce, más tarde profesor de Ingeniería Eléctrica en la Universidad de Colorado, murió en 2005; El teniente coronel Frank P. Ball, murió en 2003; Mayor John w. Hughes II, murió en 1990; Mayor Norman B. Bodinger, murió el 2 de febrero de 1997; Mayor Donald A. Luttrell, murió el 20 de diciembre de 2014. El camarógrafo, Akira "George" Yoshitake, murió en octubre de 2013.
La toma "Rainier", realizada el 19 de septiembre de 1957, fue la primera prueba nuclear subterránea totalmente contenida, lo que significa que no se expulsaron productos de fisión a la atmósfera. Esta prueba de 1,7 kt podría ser detectada en todo el mundo por  sismólogos utilizando instrumentos sísmicos ordinarios. La prueba "Rainier" se convirtió en el prototipo para pruebas subterráneas más grandes y potentes.
Algunas imágenes de  Upshot-Knothole Grable  fueron etiquetadas accidentalmente como pertenecientes a la toma de  Priscilla  de la  Operación Plumbbob  en 1957. Como consecuencia, muchas publicaciones, incluidos documentos oficiales del gobierno, tienen la foto mal etiquetado.

## Falta la tapa del orificio de acero
En 1956, se le pidió al Dr. Robert Brownlee, del Laboratorio Nacional de Los Álamos en Nuevo México, que examinara si las detonaciones nucleares podían realizarse bajo tierra. La primera prueba subterránea fue el dispositivo nuclear conocido como Pascal A, que se bajó por un pozo de 500 pies (152,4 m). Sin embargo, el rendimiento detonado resultó ser 50.000 veces mayor de lo previsto, creando un chorro de fuego que se disparó cientos de pies hacia el cielo. Durante la prueba nuclear Pascal-B, se soldó una tapa de placa de acero 900 kilogramos (1984,2 lb) (una pieza de placa de blindaje) sobre el pozo para contener la explosión nuclear a pesar de que Brownlee predijo que no funcionaría. Cuando se detonó Pascal-B, la explosión subió directamente por el pozo de prueba, lanzando la tapa a la atmósfera a una velocidad de más de  66 km/s (41 mi/s; 240,000 km/h; 150,000 mph). La placa nunca se encontró. Los científicos creen que el calentamiento por compresión hizo que la tapa se vaporizara a medida que atravesaba la atmósfera. Una cámara de alta velocidad, que tomó un fotograma por milisegundo, se enfocó en el pozo porque estudiar la velocidad de la placa se consideró científicamente interesante. Después de la detonación, la placa apareció en un solo cuadro, pero esto fue suficiente para hacer una estimación de su velocidad. El Dr. Brownlee bromeó que la mejor estimación de la velocidad de la portada a partir de la evidencia fotográfica era que "¡iba como un murciélago!" Brownlee estimó que la explosión, combinada con el diseño específico del eje, podría acelerar la placa a aproximadamente seis veces la velocidad de escape de la Tierra.  En 2015, el Dr. Brownlee dijo: "No tengo idea de lo que pasó con la tapa, pero siempre asumí que probablemente se vaporizó antes de ir al espacio".

## Lista de Pruebas
| Nombre de la prueba | Fecha                    | Ubicación                  | Potencia            | Elevación + altura                        | Lluvia radiactiva                                    |
| ------------------- | ------------------------ | -------------------------- | ------------------- | ----------------------------------------- | ---------------------------------------------------- |
| Boltzmann           | 28 de mayo de 1957       | Sitio de pruebas de Nevada | 12 kt               | 1.294 m (4.245 pies) + 150 m (490 pies)   | Ventilación de I-131 detectada, 1.9 MCi (70 PBq)     |
| Franklin            | 2 de junio de 1957       | Sitio de pruebas de Nevada | 140 t               | 1,229 m (4,032 ft) + 90 m (300 ft)        | Ventilación de I-131 detectada, 19 kCi (700 TBq)     |
| Lassen              | 5 de junio de 1957       | Sitio de pruebas de Nevada | 600 t               | 1,595 m (5,233 ft) + 150 m (490 ft)       | Ventilación de I-131 detectada, 100 Ci (3700 GBq)    |
| Wilson              | 18 de junio de 1957      | Sitio de pruebas de Nevada | 10 kt               | 1,589 m (5,213 ft) + 150 m (490 ft)       | Ventilación de I-131 detectada, 1,5 MCi (56 PBq)     |
| Priscilla           | 24 de junio de 1957      | Sitio de pruebas de Nevada | 37 kt               | 940 m (3080 pies) + 210 m (690 pies)      | Ventilación de I-131 detectada, 5,8 MCi (210 PBq)    |
| Coulomb-A           | 1 de julio de 1957       | Sitio de pruebas de Nevada | No tuvo rendimiento | 1,231 m (4,039 ft) + 0                    |                                                      |
| Hood                | 5 de julio de 1957 .     | Sitio de pruebas de Nevada | 74 kt               | 1.285 m (4.216 pies) + 460 m (1.510 pies) | Ventilación de I-131 detectada, 11 MCi (410 PBq)     |
| Diablo              | 15 de julio de 1957      | Sitio de pruebas de Nevada | 17 kt               | 1,367 m (4,485 ft) + 150 m (490 ft)       | Ventilación de I-131 detectada, 2,5 MCi (93 PBq)     |
| John                | 19 de julio de 1957      | Sitio de pruebas de Nevada | 2 kt                | 1,280 m (4,200 ft) + 5,639 m (18,501 ft)  | Ventilación de I-131 detectada, 6.1MCi?              |
| Kepler              | 24 de julio de 1957      | Sitio de pruebas de Nevada | 10 kt               | 1,318 m (4,324 ft) + 150 m (490 ft)       | Ventilación de I-131 detectada, 1,7 MCi (63 PBq)     |
| Owens               | 25 de julio de 1957      | Sitio de pruebas de Nevada | 9.7 kt              | 1,260 m (4,130 ft) + 150 m (490 ft)       | Ventilación de I-131 detectada, 1,7 MCi (63 PBq)     |
| Pascal-A            | 26 de julio de 1957      | Sitio de pruebas de Nevada | 300 t               | 1,202 m (3,944 ft) - 150 m (490 ft)       | Ventilación de I-131 detectada, 10 kCi (370 TBq)     |
| Stokes              | 7 de agosto de 1958      | Sitio de pruebas de Nevada | 19 kt               | 1,250 m (4,100 ft) + 460 m (1,510 ft)     | Ventilación de I-131 detectada, 2,8 MCi (100 PBq)    |
| Saturn              | 10 de agosto de 1957     | Sitio de pruebas de Nevada | 50 kg               | 1,231 m (4,039 ft) - 39.01 m (128.0 ft)   |                                                      |
| Shasta              | 18 de agosto de 1957     | Sitio de pruebas de Nevada | 17 kt               | 1,339 m (4,393 ft) + 150 m (490 ft)       | Ventilación de I-131 detectada, 2,5 MCi (93 PBq)     |
| Doppler             | 23 de agosto de 1957     | Sitio de pruebas de Nevada | 11 kt               | 1,282 m (4,206 ft) + 460 m (1,510 ft)     | Ventilación de I-131 detectada, 1,7 MCi (63 PBq)     |
| Pascal-B            | 27 de agosto de 1957     | Sitio de pruebas de Nevada | 300 t               | 1,229 m (4,032 ft) - 150 m (490 ft)       |                                                      |
| Franklin Prime      | 30 de agosto de 1957     | Sitio de pruebas de Nevada | 4.7 kt              | 1,282 m (4,206 ft) + 230 m (750 ft)       | Ventilación de I-131 detectada, 690 kCi (26,000 TBq) |
| Smoky               | 31 de agosto de 1957     | Sitio de pruebas de Nevada | 44 kt               | 1,367 m (4,485 ft) + 210 m (690 ft)       | Ventilación de I-131 detectada, 6,4 MCi (240 PBq)    |
| Galileo             | 2 de septiembre de 1957  | Sitio de pruebas de Nevada | 11 kt               | 1,294 m (4,245 ft) + 150 m (490 ft)       | Ventilación de I-131 detectada, 1.9 MCi (70 PBq)     |
| Wheeler             | 6 de septiembre de 1957  | Sitio de pruebas de Nevada | 197 t               | 1,286 m (4,219 ft) + 150 m (490 ft)       | Ventilación de I-131 detectada, 27 kCi (1,000 TBq)   |
| Coulomb-B           | 6 de septiembre de 1957  | Sitio de pruebas de Nevada | 300 t               | 1,225 m (4,019 ft) + 0                    | Ventilación de I-131 detectada, 42 kCi (1,600 TBq)   |
| Laplace             | 8 de septiembre de 1957  | Sitio de pruebas de Nevada | 1 kt                | 1,282 m (4,206 ft) + 230 m (750 ft)       | Ventilación de I-131 detectada, 140 kCi (5200 TBq)   |
| Fizeau              | 14 de septiembre de 1957 | Sitio de pruebas de Nevada | 11 kt               | 1,220 m (4,000 ft) + 150 m (490 ft)       | Ventilación de I-131 detectada, 1,7 MCi (63 PBq)     |
| Newton              | 16 de septiembre de 1957 | Sitio de pruebas de Nevada | 12 kt               | 1,282 m (4,206 ft) + 460 m (1,510 ft)     | Ventilación de I-131 detectada, 2,1 MCi (78 PBq)     |
| Rainier             | 19 de septiembre de 1957 | Sitio de pruebas de Nevada | 1.7 kt              | 2,295 m (7,530 ft) - 272.8 m (895 ft)     |                                                      |
| Whitney             | 23 de septiembre de 1957 | Sitio de pruebas de Nevada | 19 kt               | 1,370 m (4,490 ft) + 150 m (490 ft)       | Ventilación de I-131 detectada, 2.9 MCi (110 PBq)    |
| Charleston          | 28 de septiembre de 1957 | Sitio de pruebas de Nevada | 12 kt               | 1,285 m (4,216 ft) + 460 m (1,510 ft)     | Ventilación de I-131 detectada, 1.8 MCi (67 PBq)     |
| Morgan              | 7 de octubre de 1957     | Sitio de pruebas de Nevada | 8 kt                | 1,285 m (4,216 ft) + 150 m (490 ft)       | Ventilación de I-131 detectada, 1,2 MCi (44 PBq)     |